# Agricultura en el Antiguo Egipto

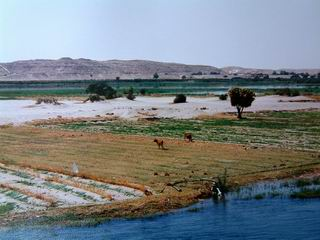
Campos de cultivo en las riberas del río Nilo.

Con respecto a la agricultura en el Antiguo Egipto, existe una asombrosa paradoja entre la imagen que los propios egipcios de esa época tenían de ella y la que tenían los visitantes extranjeros. Así, mientras que los escribas,egipcios describieron el oficio de agricultor como el más abrumador e ingrato de los trabajos manuales, viajeros griegos como Heródoto y Diodoro Sículo se extasiaron delante de esa tierra donde las plantas parecían crecer sin gran esfuerzo.

## El río Nilo

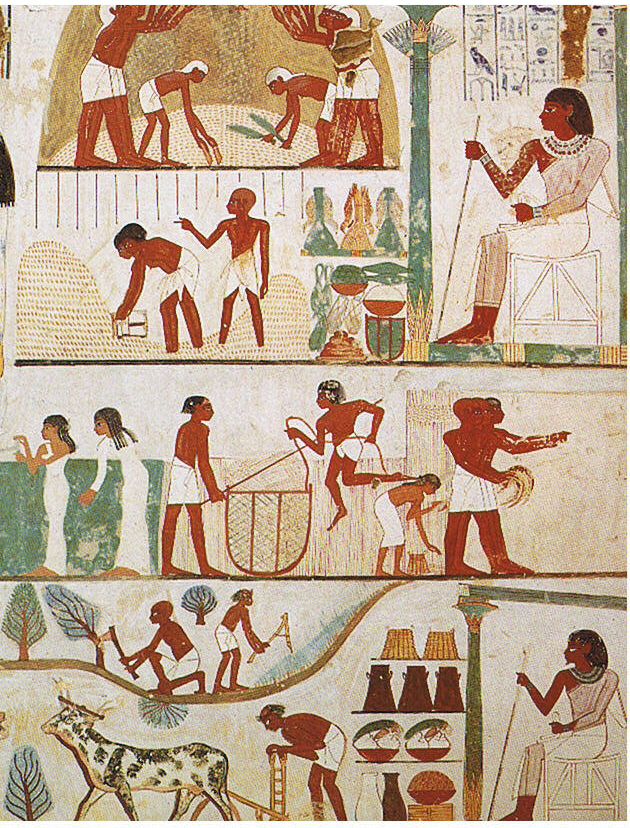
Escenas agrícolas. Tumba de Najt.

A partir del 3500 a. C., el clima se volvió más árido y la agricultura del Antiguo Egipto se volvió dependiente de los ciclos anuales del Nilo, personificado por el dios Hapy (Dios de la fertilidad según los egipcios). El Nilo, que fluye desde el África ecuatorial hacia el Mediterráneo, aporta aguas ricas en materias orgánicas.

### Las crecidas
Las crecidas, que pueden alcanzar una subida del nivel de hasta ocho metros, aporta a las tierras próximas la humedad y el limo necesarios para la agricultura. Son descritas como muy aleatorias y también se construyeron canales para llevar el agua lo más lejos posible.
Según [Heródoto]: 

Su tierra es negra y quebradiza, porque está hecha por el limo y los sedimentos traídos por el río desde Etiopía. Por cierto, estas personas son hoy, de todas las especies humanas, las que pasan menos sacrificios para obtener sus cosechas: no les cuesta abrir los surcos con el arado y cavar. Cuando el río mismo viene para regar sus campos y, con la tarea hecha, se retira y cada uno siembra sus tierras y suelta a los cerdos: pisoteando, las bestias hunden en el tierra el grano y el hombre solo tiene que esperar a la cosecha.

### El ciclo anual
El ciclo del río determina el ciclo de cultivo y se encuentra en la organización del año, siguiendo el calendario egipcio (o nilótico).
| Inicio de la crecida | ajet o akhet | reposo           | 20 de junio a 20 de octubre |
| Fin de la crecida    | peret        | labrar y sembrar | 20 de octubre a 20 de marzo |
| Cosecha              | shemw        | cosecha          | 20 de marzo a 20 de junio   |

### Técnicas de irrigación

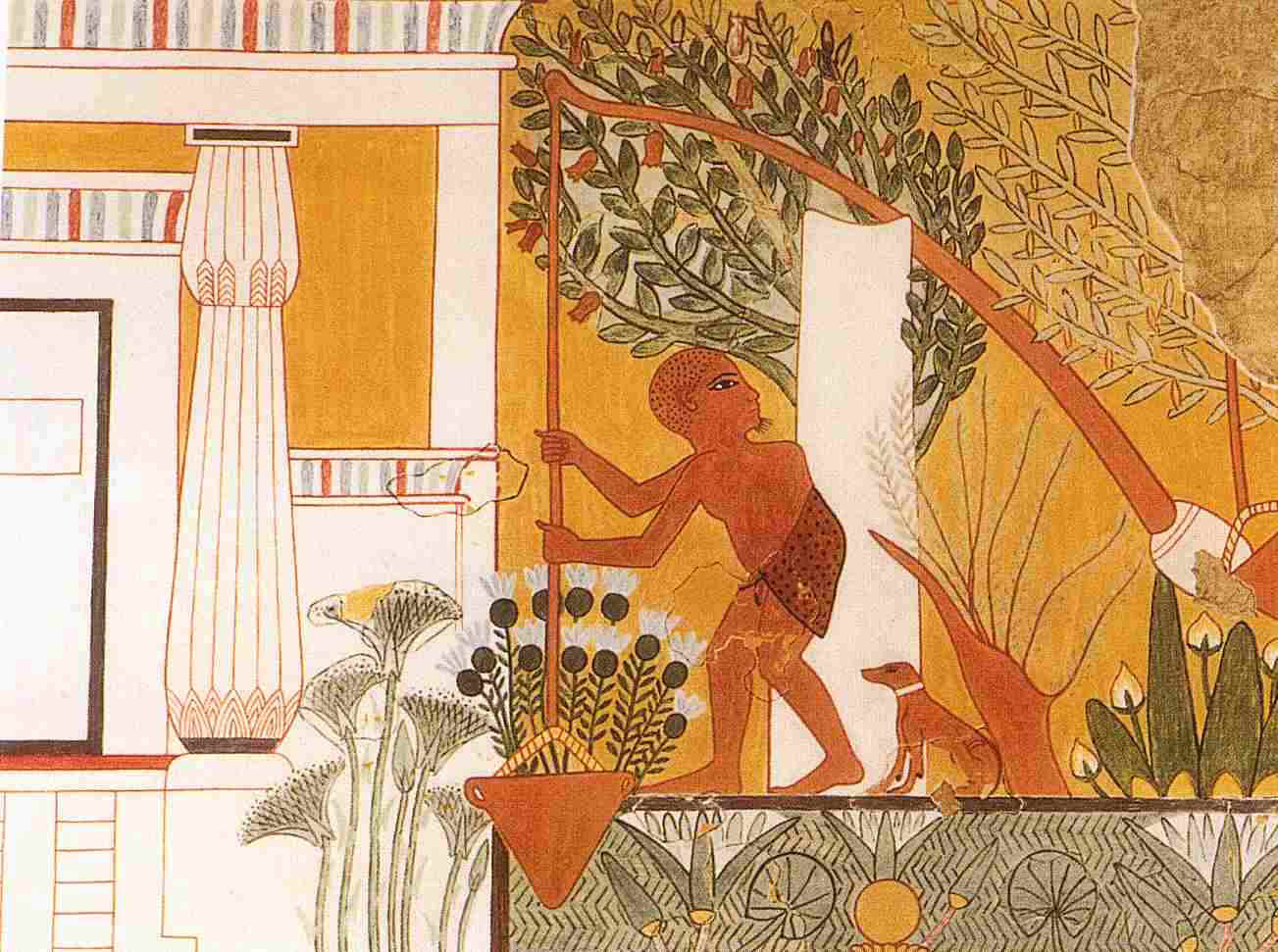
Cigoñal. Deir-el-Medina, TT217.

Además de los canales, fue introducido el cigoñal, procedente de Mesopotamia (hacia el 1450 a. C. bajo la Dinastía XVIII). Todavía se puede ver hoy. Más tarde, también se comenzó a utilizar el tornillo de Arquímedes para elevar el agua.
Durante el periodo persa o romano, los egipcios también utilizaron saqias (noria), unos dispositivos conformados por dos ruedas. La primera rueda, cuyo eje central reposaba en un muro, a la vez sujetaba en el otro lado un arnés, y era movida por un animal con los ojos vendados. La otra rueda, parcialmente sumergida y provista de un cubo, se movía gracias a la primera rueda y arrojaba el agua en canales comunicados c+

## Agricultura

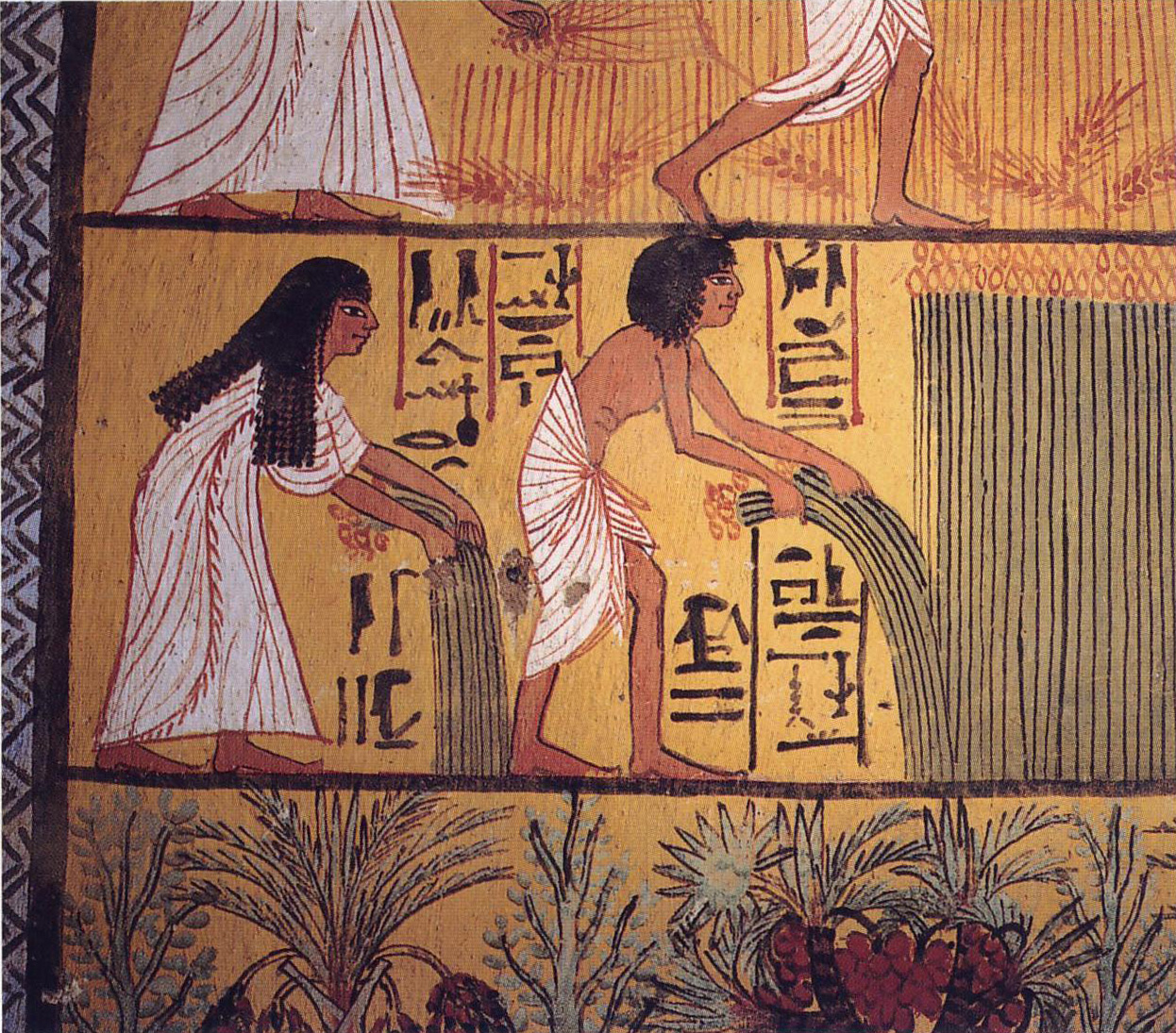
Cosecha de cereales, Deir el-Medina.

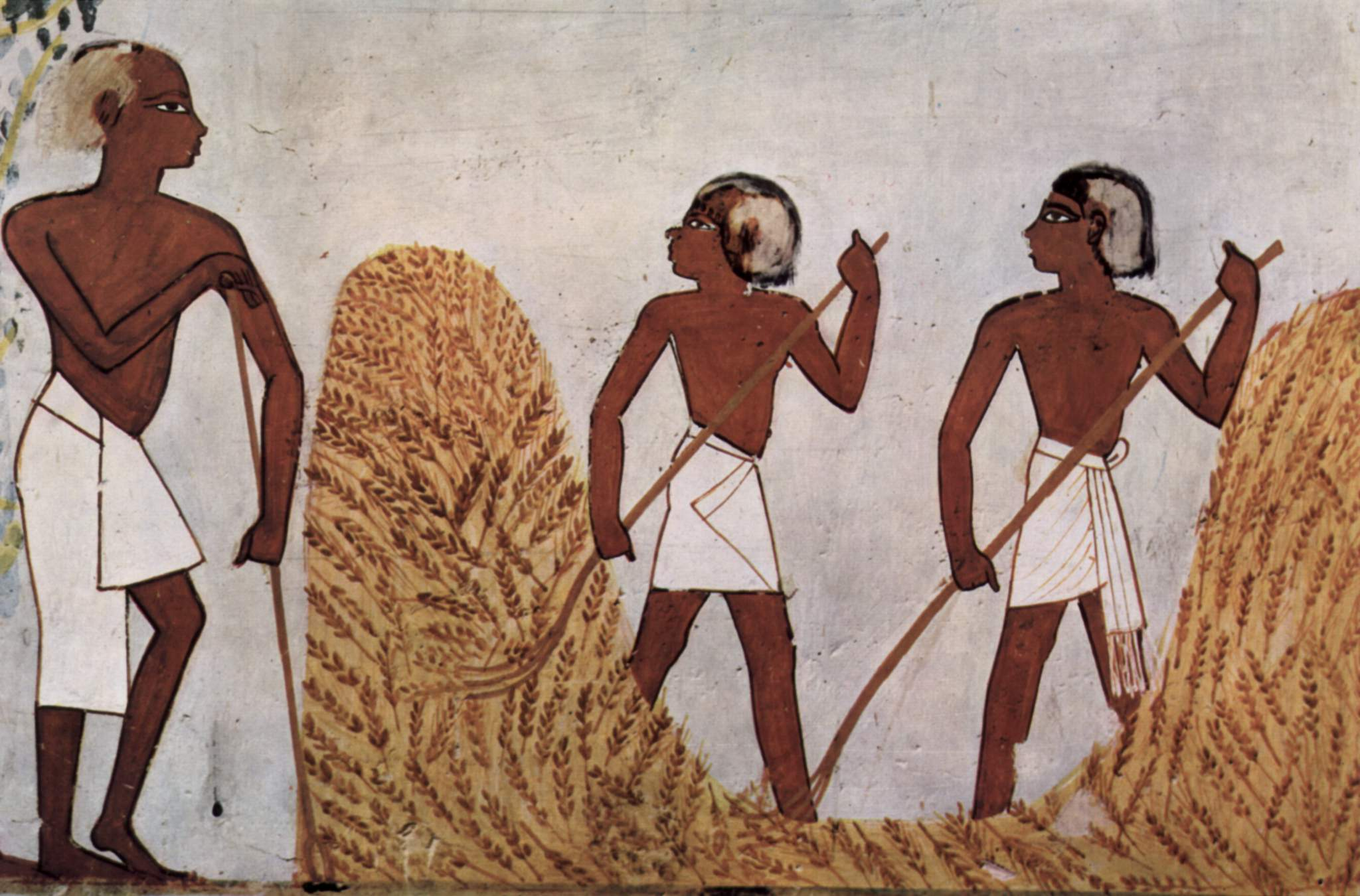
Cosecha de cereales - Tumba de Menna.

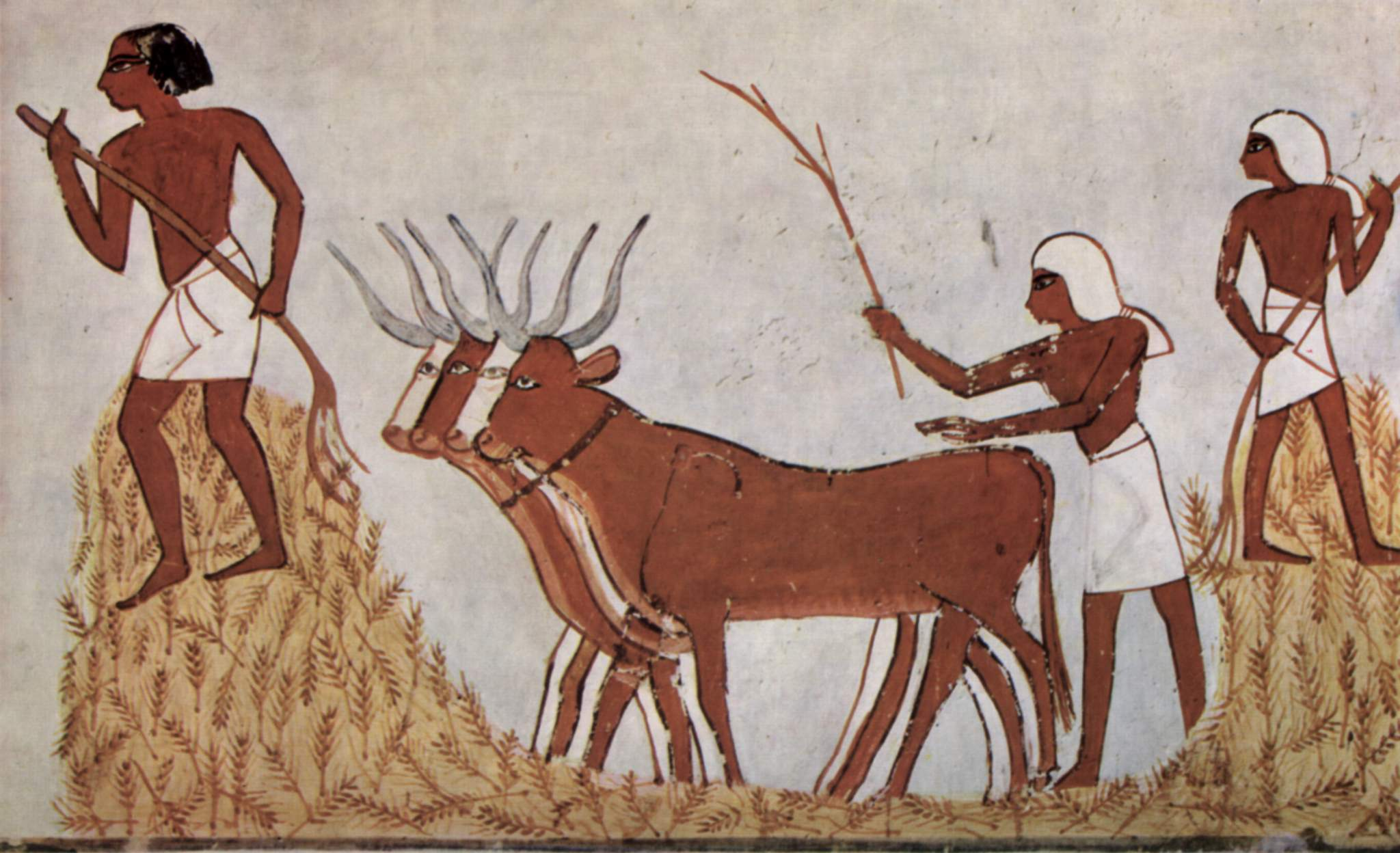
Cosecha de cereales - Tumba de Menna.

### La cosecha de los cereales
Los principales cereales cultivados eran:
- La avena
- El trigo
- La cebada
- sorgo en el Alto Egipto
- granos de trigo

#### Cerveza
Llegada desde Babilonia, la zythum (cerveza, traducido literalmente como vino de cebada) era muy apreciada por los egipcios. Según la leyenda, la creación de la mezcla les fue enseñada por el dios Osiris, símbolo de la agricultura y beneficiado por la protección de Isis, la diosa de la cebada. Ramsés II, al que se le apodaba el faraón cervecero, contribuyó notablemente a la implantación de la cerveza y la sostenibilidad de las fábricas cerveceras. En esta época, el mosto se fermentaba dentro de jarrones semienterrados.
Además de sus calidades nutritivas, la cerveza fue también utilizada como remedio terapéutico contra la migraña y ciertas infecciones. Las mujeres la utilizaban como producto de belleza para su piel.

### Otros cultivos
- Cyperus papyrus, el papiro: se consumía su raíz y a veces también el interior del tallo. Sirvió como soporte de escritura de los egipcios. También se podían fabricar con papiro objetos de cestería, sandalias, calzones, cuerdas, e incluso embarcaciones.
- lino
- caña

### Legumbres y hortalizas
- lentejas
- habas (porotos)
- cebollas
- pepinos
- melones

### Frutas y frutos secos
- dátiles
- higos
- algarrobas
- Hacia el año 2300 a. C. llegó el olivo a Egipto, e Isis enseñó su cultivo a los hombres.

### La viña
Egipto fabricaba, además de cerveza, vino. Aunque no se puede determinar con certeza cuando la viña fue domesticada, se cultivaba ya en Egipto 3500 a. C., como lo demuestran las copas de vino que se ofrecían a los dioses en un bajorrelieve descubierto en Tebas, que muestra a dos campesinos recogiendo uvas en una forma idéntica a la viticultura actual.
También se han encontrado grandes pithos del 2700 a. C.-3000 a. C., descubiertos en los subterráneos del palacio de Cnosos, en Creta, con los que los egipcios comerciaban.
Se vendimiaba y se utilizaban lagares de diferentes características para la producción de vino. Las viñas se encontraban al oeste del delta del Nilo.

## Flores

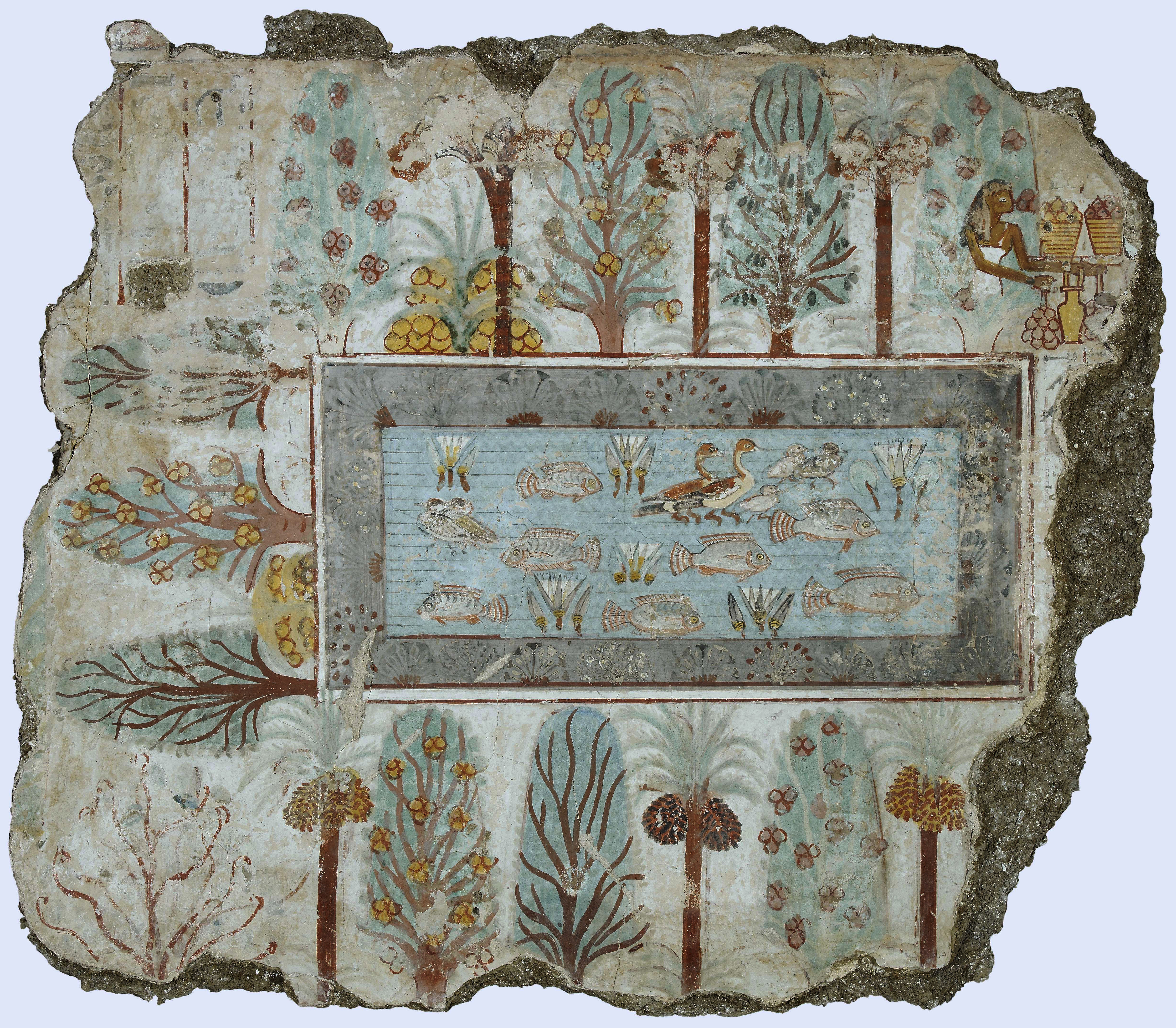
Pintura de un patio ajardinado. Tumba de Nebamón.

Las flores fueron cultivadas con fines decorativos, farmacéuticos y cosméticos.
Los monumentos faraónicos fueron decorados con motivos florales que reflejaban el interés de los antiguos egipcios en el cultivo y la protección de las flores.

### La flor del loto
Esta flor tiene un tallo largo y varios pétalos; su altura va de 15 a 30 cm, el loto posee una sustancia colorante, utilizada en medicina para calmar las inflamaciones. Era considerada símbolo de la luz o de pureza. Es el emblema del ejército egipcio moderno.

### Fibra de papiro
Cyperus papyrus crece en las ciénagas del delta del Nilo. Es una planta siempre verde, y sus tallos  eran ofrecidos en los templos como ofrendas al dios porque sus flores se parecen al disco solar. Su fibra se usaba para hacer la base en la que se escribían los papiros.

## Ganadería
Los animales domésticos eran :
- la oveja
- la cabra
- el buey
- el cerdo
- el burro
- el caballo
- y el ganado vacuno o lechero
- animales de corral.

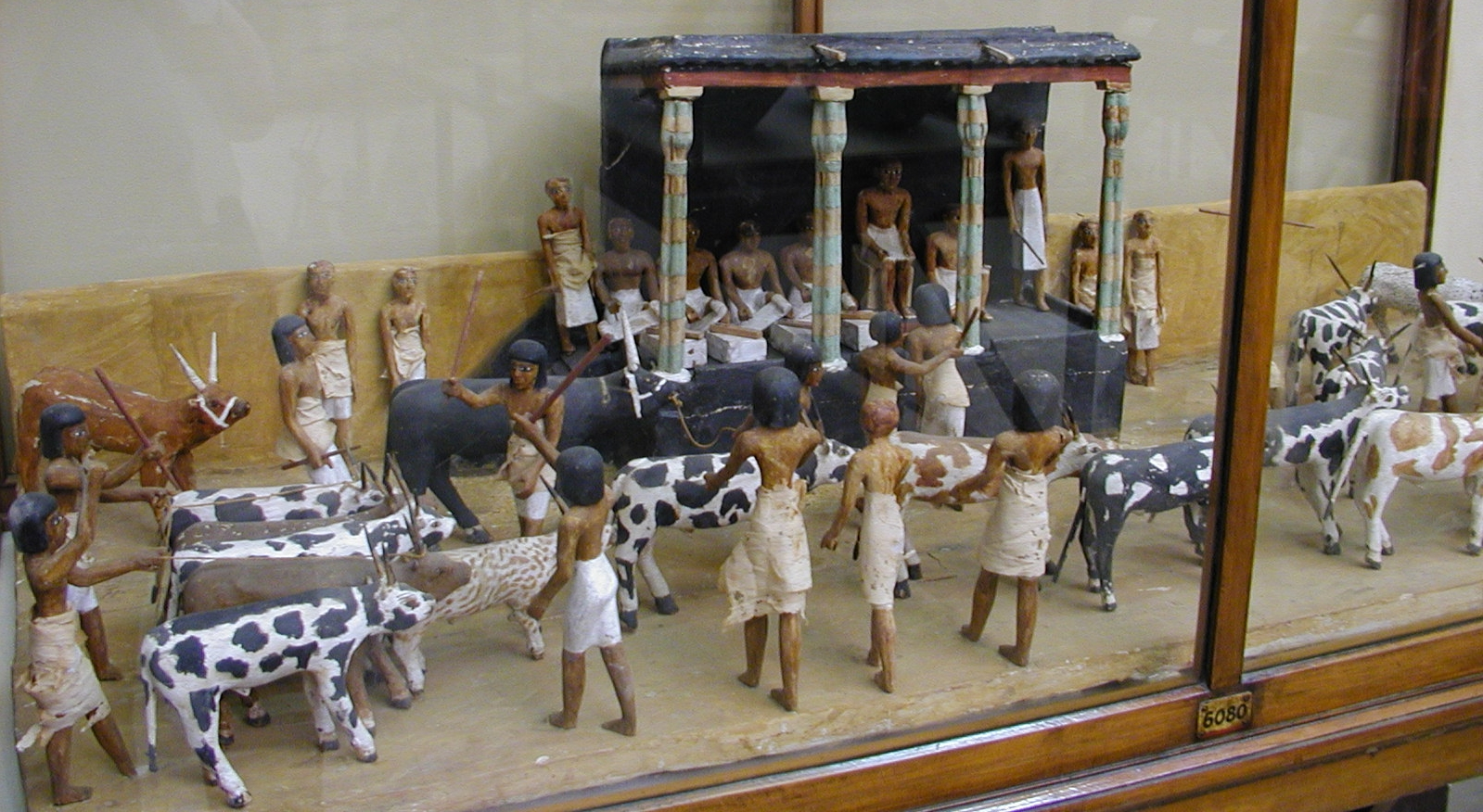
Censo anual de ganado. Tumba de Meketre.

Parece  ser que en los primeros tiempos los egipcios intentaron domesticar a otros animales como el antílope, íbice, oryx, bubal.

## Las herramientas agrícolas

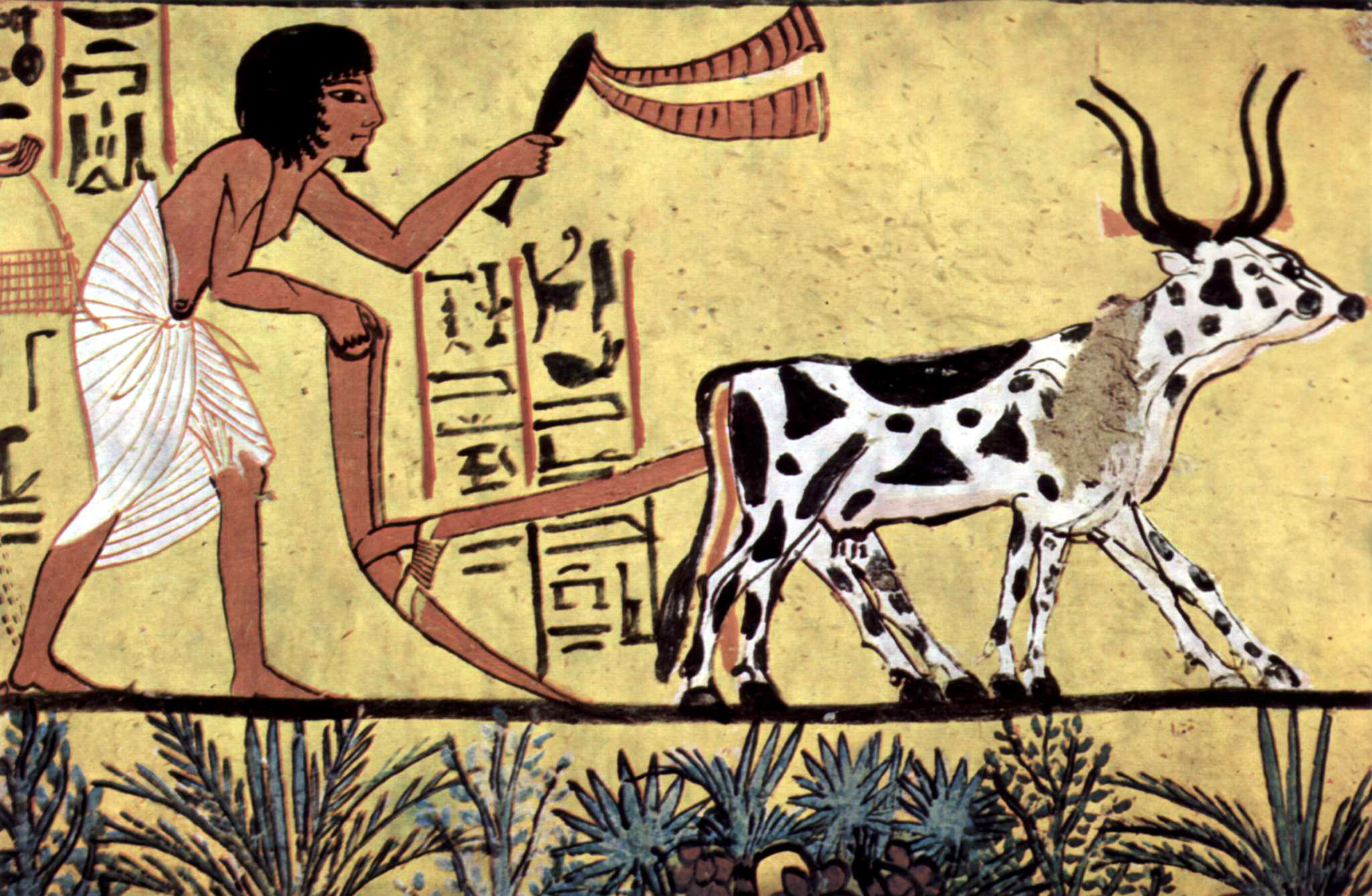
Escena de labranza. Tumba de Sennedyem.

Las herramientas que utilizaban eran:
- la azada
- el arado
- la hoz

## Los agricultores
Los campesinos formaban la clase más numerosa. Durante los períodos de las crecidas, los campesinos trabajaban en grandes proyectos como la construcción de pirámides.
Los utensilios de los campesinos de la época eran de madera o piedra. La azada para arar, el arado para hundir la tierra, la hoz de madera provista de una lámina de sílex. A partir del Imperio Medio, se empezaron a usar herramientas de bronce, como las hoces para segar.

## Hambrunas
Las crecidas excesivas o sequías ponían en peligro la producción agrícola y llevaban a la escasez e incluso el hambre. Para paliar estas crisis, se hacían reservas de cereales. La hambruna más conocida es la que duró siete años bajo el reinado del faraón Dyeser.